# Bolho
Bolho is een plaats (freguesia) in de Portugese gemeente Cantanhede en telt 943 inwoners (2001).